# Condado de Polk (Minnesota)
El condado de Polk (en inglés: Polk County), fundado en 1858 y con nombre en honor del presidente James Knox Polk, es un condado del estado estadounidense de Minnesota. En el año 2000 tenía una población de 31.369 habitantes con una densidad de población de 6 personas por km². La sede del condado es Crookston.

## Geografía
Según la oficina del censo el condado tiene una superficie total de 5174 km² (1997,7 mi²), de los que 5103 km² (1970,3 mi²) son tierra y 71 km² (27,4 mi²) (1,37%) son agua. 

### Condados adyacentes
- Condado de Marshall - norte
- Condado de Pennington - noreste
- Condado de Red Lake - noreste
- Condado de Clearwater - este
- Condado de Mahnomen - sureste
- Condado de Norman - sur
- Condado de Traill - suroeste
- Condado de Grand Forks - oeste

### Principales carreteras y autopistas
- U.S. Autopista 2
- U.S. Autopista 59
- U.S. Autopista 75
- Carretera estatal 9
- Carretera estatal 32
- Carretera estatal 92
- Carretera estatal 102
- Carretera estatal 220

### Espacios protegidos
En este condado se encuentran los refugios nacionales de vida salvaje de Glacial ridge y Rydell.

## Demografía
Según el censo del 2000 la renta per cápita media de los habitantes del condado era de 35.105 dólares y el ingreso medio de una familia era de 44.310 dólares. En el año 2000 los hombres tenían unos ingresos anuales 31.472 dólares frente a los 21.535 dólares que percibían las mujeres. El ingreso por habitante era de 17.279 dólares y alrededor de un 10,90% de la población estaba bajo el umbral de pobreza nacional.

## Localidades

### Ciudades y pueblos
| - Beltrami - Clímax - Crookston - East Grand Forks - Erskine - Fertile - Fisher - Fosston | - Gully - Lengby - McIntosh - Mentor - Nielsville - Trail - Winger |

### Municipios
| - Municipio de Andover - Municipio de Angus - Municipio de Badger - Municipio de Belgium - Municipio de Brandsvold - Municipio de Brandt - Municipio de Brislet - Municipio de Bygland - Municipio de Chester - Municipio de Columbia - Municipio de Crookston - Municipio de Eden - Municipio de Esther - Municipio de Euclid - Municipio de Fairfax | - Municipio de Fanny - Municipio de Farley - Municipio de Fisher - Municipio de Garden - Municipio de Garfield - Municipio de Gentilly - Municipio de Godfrey - Municipio de Grand Forks - Municipio de Grove Park-Tilden - Municipio de Gully - Municipio de Hammond - Municipio de Helgeland - Municipio de Higdem - Municipio de Hill River - Municipio de Hubbard | - Municipio de Huntsville - Municipio de Johnson - Municipio de Kertsonville - Municipio de Keystone - Municipio de King - Municipio de Knute - Municipio de Lessor - Municipio de Liberty - Municipio de Lowell - Municipio de Nesbit - Municipio de Northland - Municipio de Onstad - Municipio de Parnell - Municipio de Queen | - Municipio de Reis - Municipio de Rhinehart - Municipio de Roome - Municipio de Rosebud - Municipio de Rusia - Municipio de Sandsville - Municipio de Scandia - Municipio de Sletten - Municipio de Sullivan - Municipio de Tabor - Municipio de Tynsid - Municipio de Vineland - Municipio de Winger - Municipio de Woodside |

### Comunidades no incorporadas
- Cisco
- Dugdale
- Greenview
- Maple Bay